# Projekt 11356
Projekt 11356 (jinak též třída Admiral Grigorovič, Projekt 11356R/M či Projekt 11357; v kódu NATO Talwar) je třída víceúčelových fregat ruského námořnictva. Šest fregat pro Rusko bylo objednáno kvůli pomalému tempu stavby fregat Projektu 22350 / třídy Admiral Sergej Gorškov. Stavební program zkomplikovala ruská anexe Krymu a následné ukrajinské embargo na dodání pohoných systémů pro druhou trojici fregat. Ruské námořnictvo proto v letech 2016–2017 zařadilo pouze první tři fregaty, přičemž z rozestavěné druhé trojice byla dvě plavidla prodána Indii a osud třetího je nejasný. Celkem tak bylo objednáno šest fregat této třídy.

## Stavba
Objednání stavby šesti jednotek této třídy si vynutilo pomalé tempo stavby fregat Projektu 22350 / třídy Admiral Sergej Gorškov, původně zamýšlených jako jediný nový typ této kategorie v ruském námořnictvu. Námořnictvo tak chtělo zaplnit akutní nedostatek moderních válečných lodí této kategorie, přičemž všech šest fregat projektu 11356 mělo po zařazení do služby sloužit v Černomořském loďstvu. Plavidla projektu 11356 úzce vychází z fregat třídy Talwar (jsou také označeny jako Projekt 11356), postavených pro Indické námořnictvo ruskou loděnicí Jantar v Kaliningradu. Všech šest objednaných fregat rozestavěla loděnice Jantar. Jejich vstup do služby byl plánován na roky 2014–2016. Během stavby však došlo ke zdržení a prototypová jednotka byla do služby přijata v březnu 2016.
Přestože původně měla stavba této třídy urychlit modernizaci ruského námořnictva, situaci výrazně zkomplikovala anexe Krymu Ruskou federací a následné embargo uvalené Ukrajinou na Rusko. Výrobcem soustavy pohonu fregat projektu 11356 byla ukrajinská společnost Zorja mašprojekt, která do uvalení embarga dodala turbíny pro první tři jednotky, přičemž pro zbylá tři plavidla ruské loděnice neměly adekvátní náhradu. Kvůli tomu Rusko zahájilo vývoj vlastního pohonu, což však způsobilo velké zdržení. Rusko proto druhou trojici fregat nabídlo Indii, přičemž Ukrajina potvrdila, že v takovém případě Indii pohonný systém pro tyto fregaty prodá.
Rusko a Indie v listopadu 2018 podepsaly dohodu, dle které indické námořnictvo získá celkem čtyři fregaty. Celá čtveřice bude počítána jako součást indické třídy Talwar, která se ostatně stala konstrukčním východiskem pro ruský projekt 11356. První pár fregat má do roku 2024 dodat ruská loděnice Jantar. Jde o pro ruské námořnictvo rozestavěné fregaty Admiral Butakov a Admiral Istomin. Druhý pár postaví díky technologickému transferu indická loděnice Goa Shipyard Limited ve Vasco da Gama. Obě jednotky budou zcela nové a mají být dodány v roce 2026. Později bylo potvrzeno, že pohonné systémy pro indické fregaty skutečně dodá Ukrajina.
Jednotky třídy Projektu 11356:
| Jméno                            | Verze          | Uživatel    | Loděnice | Zahájení stavby   | Spuštěna                          | Vstup do služby   | Status                                                                                                  |
| -------------------------------- | -------------- | ----------- | -------- | ----------------- | --------------------------------- | ----------------- | --- |
| Admiral Grigorovič               | Projekt 11356  | Rusko       | Jantar   | 18. prosinec 2010 | 14. března 2014                   | 10. března 2016   | Aktivní.                                                                                                |
| Admiral Essen                    | Projekt 11356  | Rusko       | Jantar   | 8. červenec 2011  | 7. listopadu 2014                 | 30. května 2016   | Aktivní.                                                                                                |
| Admiral Makarov                  | Projekt 11356  | Rusko       | Jantar   | 29. února 2012    | 2. září 2015                      | 27. prosince 2017 | aktivní                                                                                                 |
| Tushil (F70, ex Admiral Butakov) | Projekt 11356R | Rusko/Indie | Jantar   | 13. červenec 2013 | 1. března 2016 28. října 2021     | 9. prosince 2024  | Stavba pozastavena po okupaci Krymu, prodána Indii. Aktivní.                                            |
| Tamal (F71, ex Admiral Istomin)  | Projekt 11356R | Rusko/Indie | Jantar   | 15. listopad 2013 | 16. listopadu 2017 24. února 2022 | 1. červenec 2025  | Stavba pozastavena po okupaci Krymu, prodána Indii. Aktivní.                                            |
| Admiral Kornilov                 | Projekt 11356  | Rusko       | Jantar   |                   |                                   |                   | Stavba pozastavena po okupaci Krymu. Plavidlo nebylo pokročile rozestavěno. Jeho další osud je nejasný. |

## Konstrukce

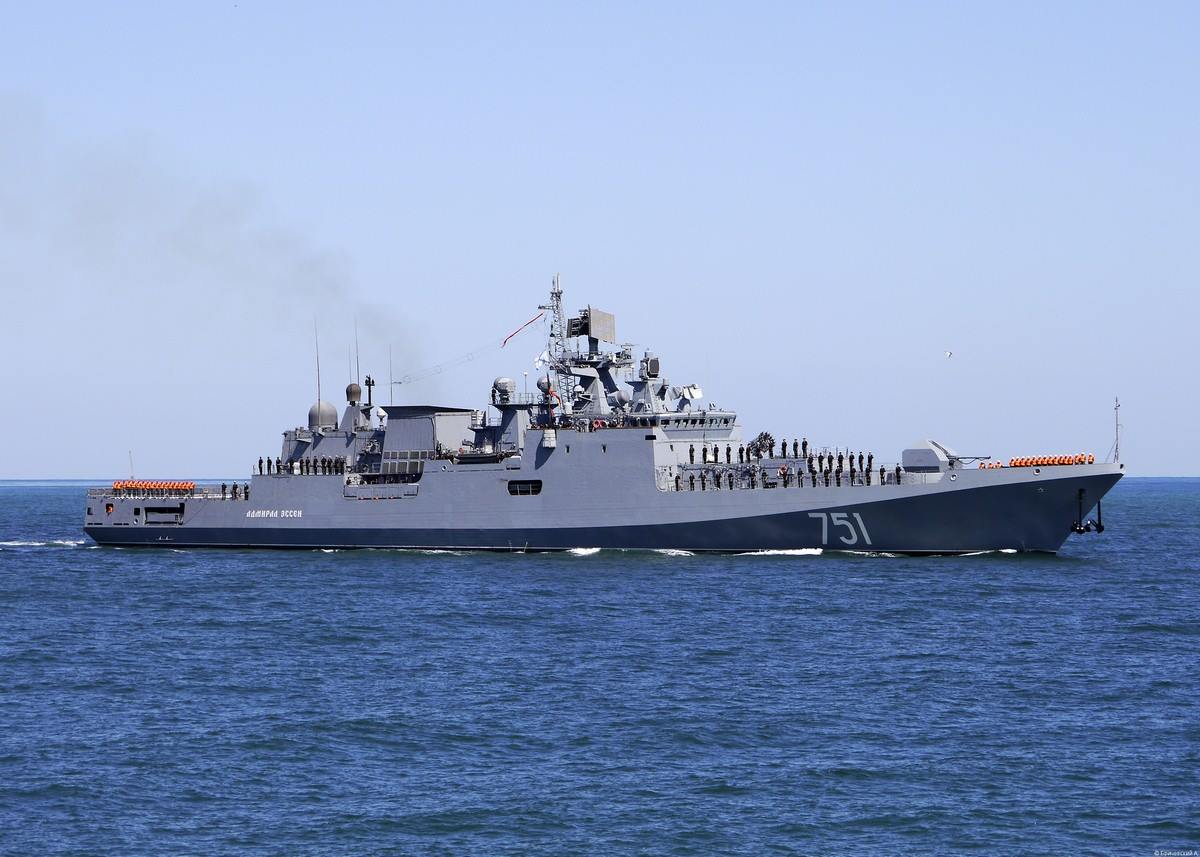
Fregata Admiral Essen

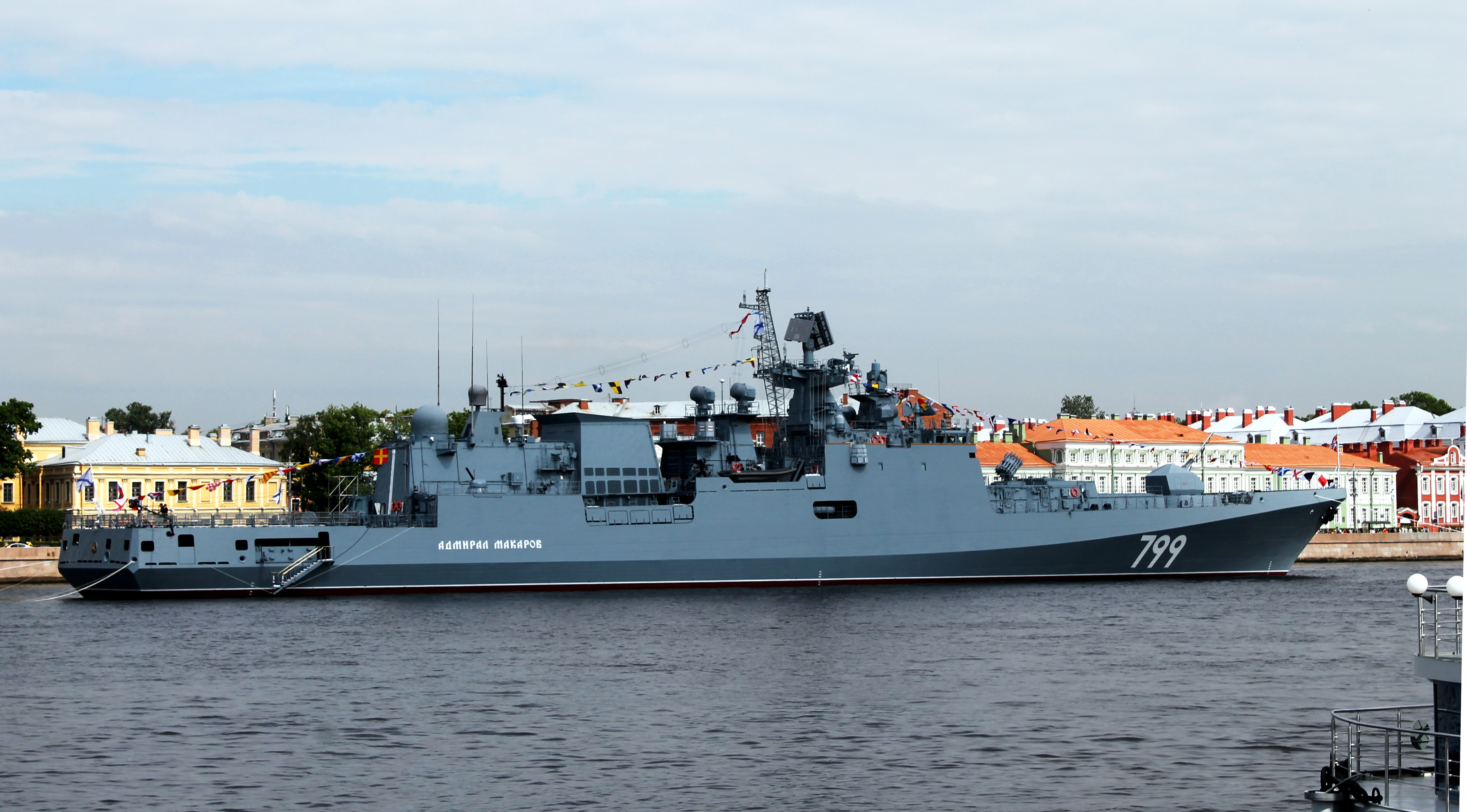
Fregata Admiral Makarov

Fregaty nesou jeden námořní a vzdušný vyhledávací radar Fregat-M2EM, navigační radary MR-212/201-1 a Nucleus-2-6000A a systém elektronické obrany ASOR-11356. Trupový sonar Humsa doplňuje sonar s měnitelnou hloubkou ponoru SNN-137.
Hlavňovou výzbroj tvoří jeden 100mm kanón A190E v dělové věži na přídi. Zásoba munice je 300 nábojů. Za věží se nachází jednoduché vypouštěcí zařízení 3S90E pro protiletadlového raketového kompletu Shtil-1. Na palubě se nachází celkem 24 střel. Plavidla rovněž nesou osminásobné vertikální vypouštěcí silo 3S-14E pro protilodní střely Klub-N. K blízké obraně slouží dva hybridní systémy bodové obrany 3K87 Kortik, z nichž každý tvoří dva 30mm kanóny a řízené střely 9M311 (celkem 64 střel). Posádka má k dispozici navíc ještě osm z ramene odpalovaných raket Igla. K ničení ponorek slouží dva dvouhlavňové protiponorkové 533mm torpédomety DTA-53-11356 a jeden raketový vrhač hlubinných pum RBU-6000. Na zádi se nachází přistávací plocha a hangár pro jeden protiponorkový vrtulník typu Kamov Ka-28 či Kamov Ka-31.
Pohonný systém je koncepce COGAG. Tvoří jej dvě plynové turbíny Zorja-Mašroekt DS71, každý o výkonu 4492 hp, pro plavbu cestovní rychlostí, ke kterým se v případě potřeby připojí ještě dvě plynové turbíny Zorja-Mašroekt DT59, každý o výkonu 9722 hp. Nejvyšší rychlost dosahuje 30 uzlů. Dosah je 5000 námořních mil při 14 uzlech.

### Modifikace
Na indická plavidla byl dodatečně instalován sonar s měnitelnou hloubkou ponoření ACTAS.

## Služba
V roce 2022 se fregaty zapojily do ruské invaze na Ukrajinu. Mimo jiné měly fregaty Admiral Essen a Admiral Makarov na ukrajinský přístav Oděsa vypustit střely s plochou dráhou letu. Dne 5. dubna 2022 poradce ukrajinského prezidenta Oleksij Arestovič uvedl, že fregata Admiral Essen byla zasažena ukrajinskou protilodní střelou Neptun. Informace nebyla potvrzena z dalších zdrojů. Fregaty prováděly raketové útoky střelami Kalibr i v dalším průběhu války.